# Steeler (gruppo musicale statunitense)
Gli Steeler furono una heavy metal band formata nel 1980 a Nashville, Tennessee, e poi ricollocati a Los Angeles. In questa militarono diversi personaggi noti come il frontman Ron Keel, che più tardi fonderà i Keel. Il virtuoso chitarrista Yngwie Malmsteen, che debuttò proprio in questo periodo per poi intraprendere una fiorente carriera, prima con gli Alcatrazz e poi solista.

## Storia
Keel nacque in Georgia ma si spostò a Phoenix, Arizona già in tenera età, per poi spostarsi nella East Coast a Nashville dove formerà gli Steeler.
Originariamente nati a Nashville, Tennessee, nel 1980, gli Steeler erano originariamente composti da Ron Keel, il chitarrista Michael Dunigan, il bassista Tim Morrison ed il batterista Bobby Eva.
Debuttarono nel 1982 con il singolo autofinanziato Cold Day In Hell, contenente le due tracce "Cold Day in Hell" e "Take Her Down". Fu con l'omonima traccia che avrebbero dovuto partecipare alla prima compilation Metal Massacre (1982). Ma infine il loro posto venne preso dai Black 'N Blue.
Dopo essersi subito ricollocati nella più prolifica zona di Los Angeles, gli Steeler firmarono per la Shrapnel Records, ed il boss dell'etichetta Mike Varney diede loro una mano portando al debutto il virtuoso chitarrista svedese Yngwie Malmsteen che prese il posto di Dunigan; ma subentrarono anche il bassista Rik Fox (Richard Sulima-Suligowski) ed il batterista Mark Edwards. Fox, aveva militato per un breve periodo nei W.A.S.P., a cui diede il nome, e aveva avuto la possibilità di entrare negli Angel. Il concerto di debutto degli Steeler con Malmsteen avvenne il 28 agosto 1982 al locale Troubadour di Los Angeles.
L'album di debutto venne registrato con il produttore Mike Varney ai Prairie Sun Studios di Cotati, California. Questo si intitolerà Steeler e vedrà come partecipazione il singer Peter Marrino (futuro membro dei Cacophony) in qualità di corista. L'album vedrà un moderato successo in giro per gli States. Fu proprio con questo che Malmsteen ebbe la possibilità di farsi notare per la prima volta al pubblico di tutto il mondo. Poco dopo però la band soffrì la perdita del dotato chitarrista che entrò negli Alcatrazz di Graham Bonnet. A sostituirlo temporaneamente a due concerti fu Adam Bomb (ex TKO), artista allora emergente, che fallì un'audizione per i Kiss. Abbandonerà il progetto anche il bassista Rik Fox seguito da Edwards. Mitch Perry (chitarra), Greg Chaisson (basso) e Bobby Marks (batteria) si aggiunsero alla band ormai portata avanti solo dal frontman. Ma infine la band si sciolse definitivamente nel 1984.
Ron Keel, dopo aver fallito un'audizione per entrare nei Black Sabbath, fondò i Keel, band con cui si esibirà durante tutti gli anni 80 ottenendo un moderato successo. Anche il batterista Bobby Marks raggiunse i Keel dopo aver militato per un breve periodo nei London. Tuttavia egli durò solo un anno. Nei Keel militò anche il fratello di Greg, Kenny Chaisson. Greg Chaisson, in seguito formò i Romeo nel quale militava anche l'ex batterista dei Dokken e Great White Gary Holland, ma la band ebbe breve vita. In seguito entrò nei Badlands, gruppo fondato dall'ex chitarrista di Ozzy Osbourne, Jake E. Lee. Mitch Perry entrerà negli Heaven per due anni fino allo scioglimento l'anno successivo. Mark Edwards militerà nella band Lion con Doug Aldrich fino al 1989, anno di scioglimento della band.
Nel 2005 e 2006 vennero pubblicate rispettivamente le raccolte Metal Generation - The Anthology e American Metal: The Steeler Anthology dedicate agli Steeler.

## Formazione

### Ultima
- Ron Keel - voce (1980-1984)
- Mitch Perry - chitarra (1983-1984)
- Greg Chaisson - basso (1983-1984)
- Bobby Marks - batteria (1984)

### Ex componenti
- Michael Dunigan - chitarra (1980-1982)
- Tim Morrison - basso (1980-1982)
- Robert Eva - batteria (1980-1982)
- Kurt James - chitarra (1983)
- Yngwie Malmsteen - chitarra (1982-1983)
- Rik Fox - basso (1983)
- Mark Edwards - batteria (1982-1983)

## Discografia

### Album in studio
- 1983 - Steeler

### Raccolte
- 2005 - Metal Generation - The Anthology
- 2006 - American Metal: The Steeler Anthology

### Singoli
- 1982 - Cold Day in Hell